# Elis (álbum de 1973)
Elis é o décimo primeiro álbum de estúdio da cantora brasileira Elis Regina, lançado em 1973 pela gravadora Phonogram. É o segundo disco com os arranjos de César Camargo Mariano.

## Histórico
Elis foi um álbum bastante representativo na carreira de Elis Regina.[carece de fontes?] À época do lançamento, a intérprete recebeu inúmeras críticas devido ao excesso de técnica e à falta de emoção em suas interpretações, críticas essas que a acompanhariam até o lançamento de Falso Brilhante, em 1976.[carece de fontes?]
O disco conta com dez faixas, sendo quatro compostas por Gilberto Gil e quatro por João Bosco & Aldir Blanc. São desse álbum as músicas Ladeira da Preguiça e Meio de Campo, sucessos de Elis. Estão presentes críticas sutis ao regime militar brasileiro nas faixas Agnus Sei (corruptela de Agnus Dei) e Comadre. Destaque para a interpretação de É Com Esse Que Eu Vou, originalmente um samba-enredo de carnaval.

## Polêmica com Beth Carvalho.
Em 1973, a cantora Beth Carvalho desejava mudar seu repertório até então ligado à bossa nova e à canção de protesto para algo mais próximo do samba. Então, ela decidiu procurar o sambista Nelson Cavaquinho, do qual era uma grande admiradora, e conseguiu do compositor a canção "Folhas Secas". A música seria lançada no LP Canto por um Novo Dia que seria produzido por César Camargo Mariano, marido de Elis Regina. Contudo, Elis tem contato com a canção de Nelson na voz de Beth e, se encantando pela faixa, resolve gravá-la para o seu disco homônimo de 1973. Beth, ao saber da notícia, exige que a sua gravadora, a Top Tape, lance um compacto com a canção urgentemente. O compacto chega às rádios antes da versão de Elis, contudo a gravadora desta última, a Philips, maior em estrutura e poder, manda emissários às rádios para amassar todos os discos da versão da canção na voz de Beth. Décadas mais tarde, em 2001, a cantora carioca retoma essa problemática em uma matéria para o caderno Ilustrada, do jornal Folha de S.Paulo. Àquela altura, a cantora divulgava o seu novo álbum inteiramente dedicado ao canônico sambista Nelson Cavaquinho. Sobre a relação com Elis após o acontecido, ela declarou: "Nunca tive nenhum sentimento por ela, achava uma grande cantora. Ficou com vergonha de mim porque nunca mais falei com ela".

## Faixas
| N.º | Título                   | Compositor(es)                             | Duração |  |
| 1.  | "Oriente"                | Gilberto Gil                               | 2;25    |  |
| 2.  | "O Caçador de Esmeralda" | João Bosco / Aldir Blanc / Cláudio Tolomei | 3:27    |  |
| 3.  | "Doente, Morena"         | Gilberto Gil / Duda Machado                | 3:12    |  |
| 4.  | "Agnus Sei"              | João Bosco / Aldir Blanc                   | 3:25    |  |
| 5.  | "Meio de Campo"          | Gilberto Gil                               | 1:57    |  |
| 6.  | "Cabaré"                 | João Bosco / Aldir Blanc                   | 3:52    |  |
| 7.  | "Ladeira da Preguiça"    | Gilberto Gil                               | 2:45    |  |
| 8.  | "Folhas Secas"           | Nelson Cavaquinho / Guilherme de Brito     | 3:36    |  |
| 9.  | "Comadre"                | João Bosco / Aldir Blanc                   | 2:54    |  |
| 10. | "É com esse que Eu Vou"  | Pedro Caetano                              | 2:46    |  |

## Ficha técnica
- Direção de produção: Mazzola
- Coordenação de produção: Roberto Menescal
- Coordenação musical, arranjos: César Camargo Mariano
- Técnicos de gravação: Ary Carvalhães, Luigi
- Estúdios Phonogram
- Capa: Aldo Luiz
- Fotos: Jacques Avadis

## Músicos
- Cesar Camargo Mariano : Teclados, piano
- Chico Batera: Percussão
- Luizão Maia: Baixo Elétrico
- Paulinho Braga: Bateria
- Toninho Horta, Ari: Guitarra
- Maurílio da Silva Santos: Trompete em Agnus Sei
- Ubirajara Silva: Bandoneon em Cabaré
- Roberto Menescal: Violão em Folhas Secas